# Pandanus canaranus
Pandanus canaranus är en enhjärtbladig växtart som beskrevs av Otto Warburg. Pandanus canaranus ingår i släktet Pandanus och familjen Pandanaceae. Inga underarter finns listade.

## Bildgalleri

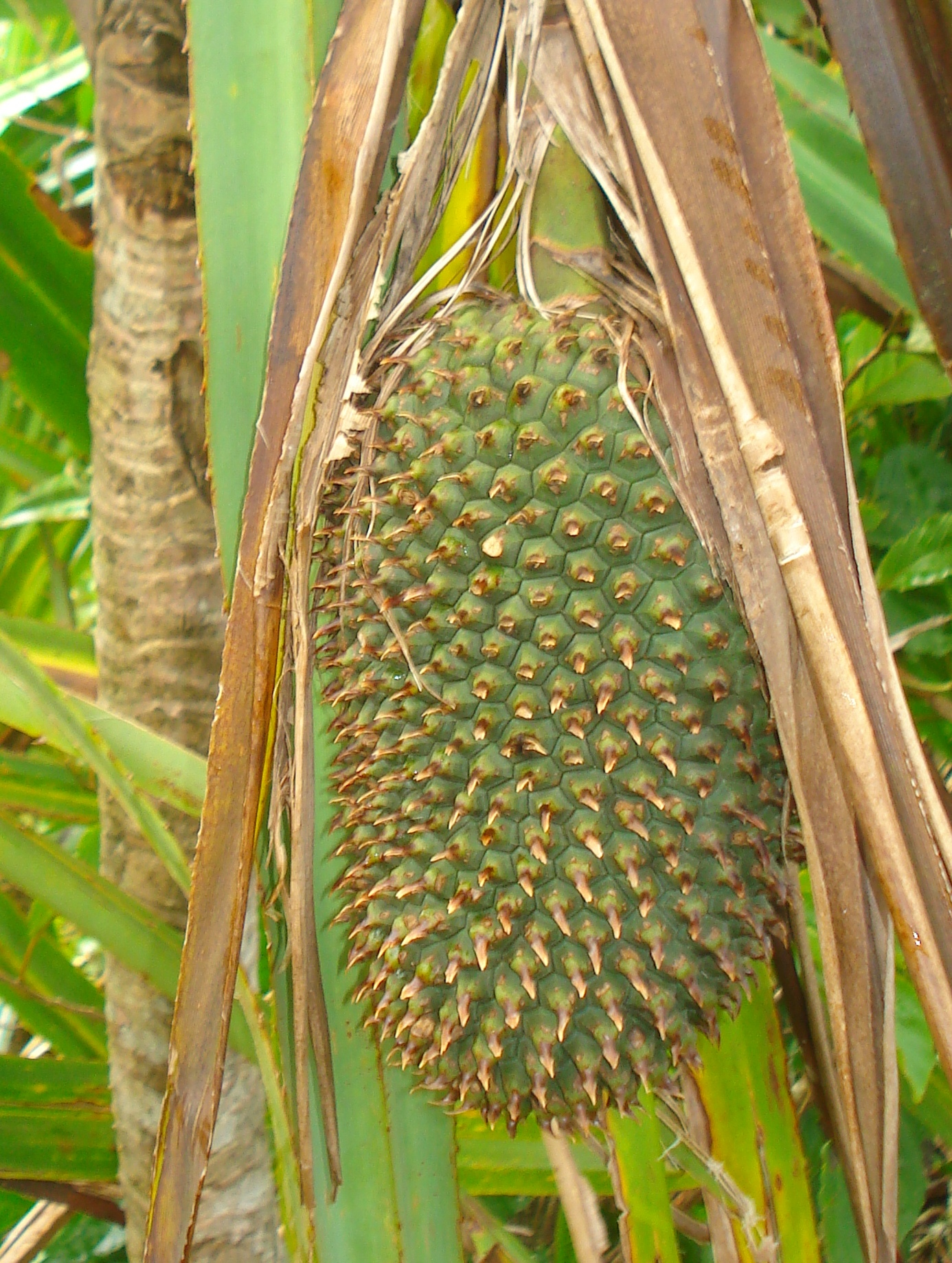
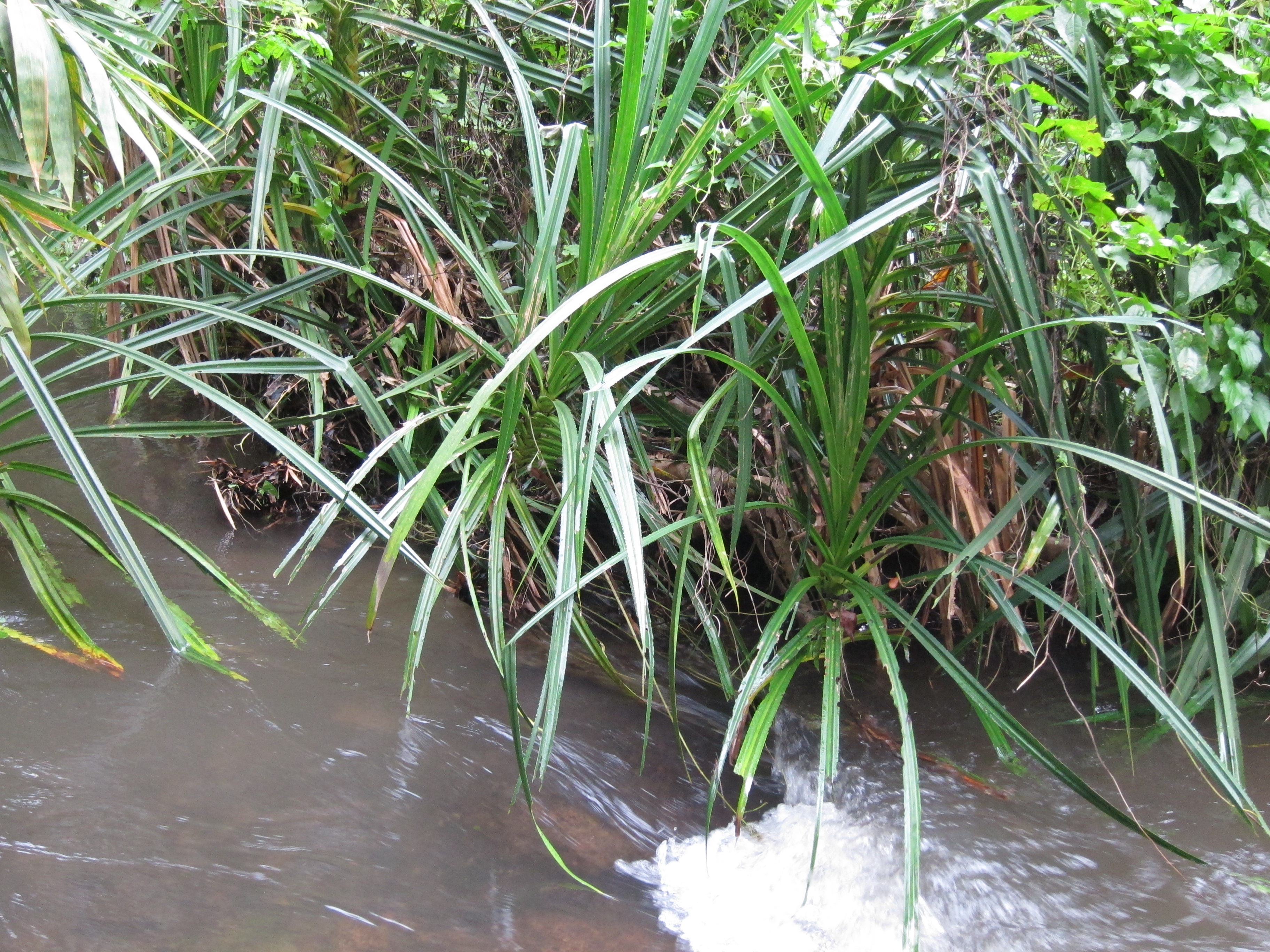
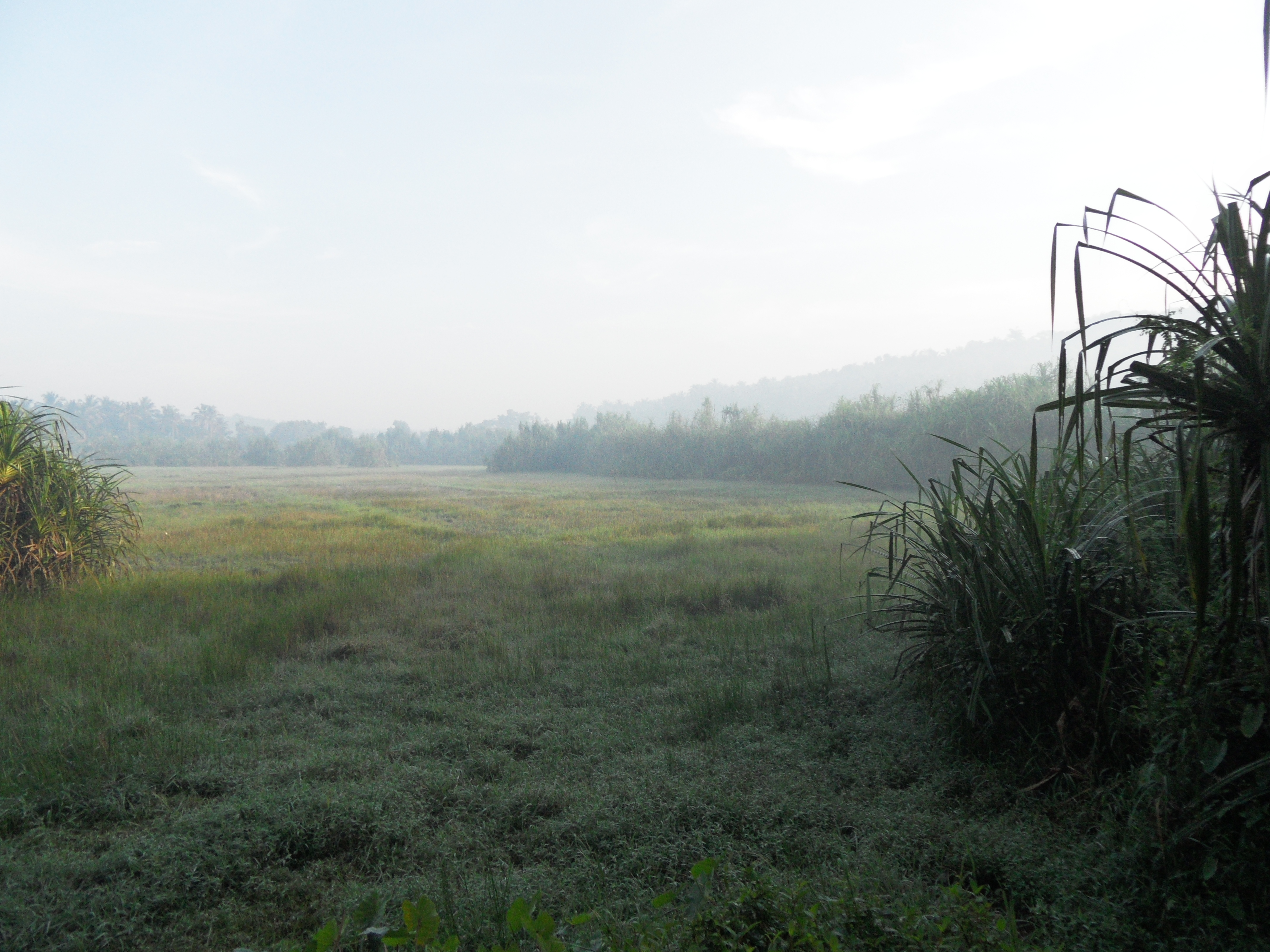
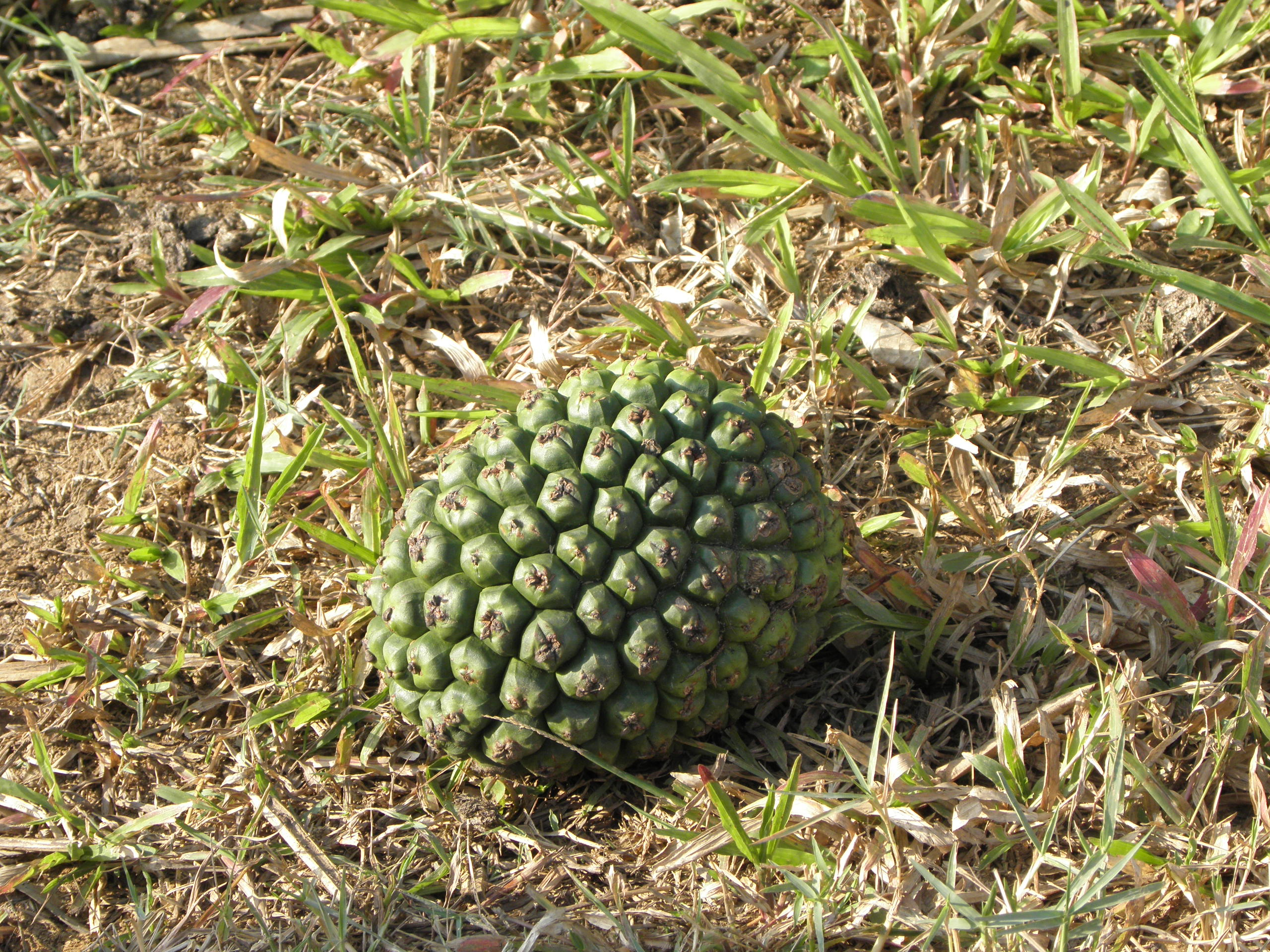
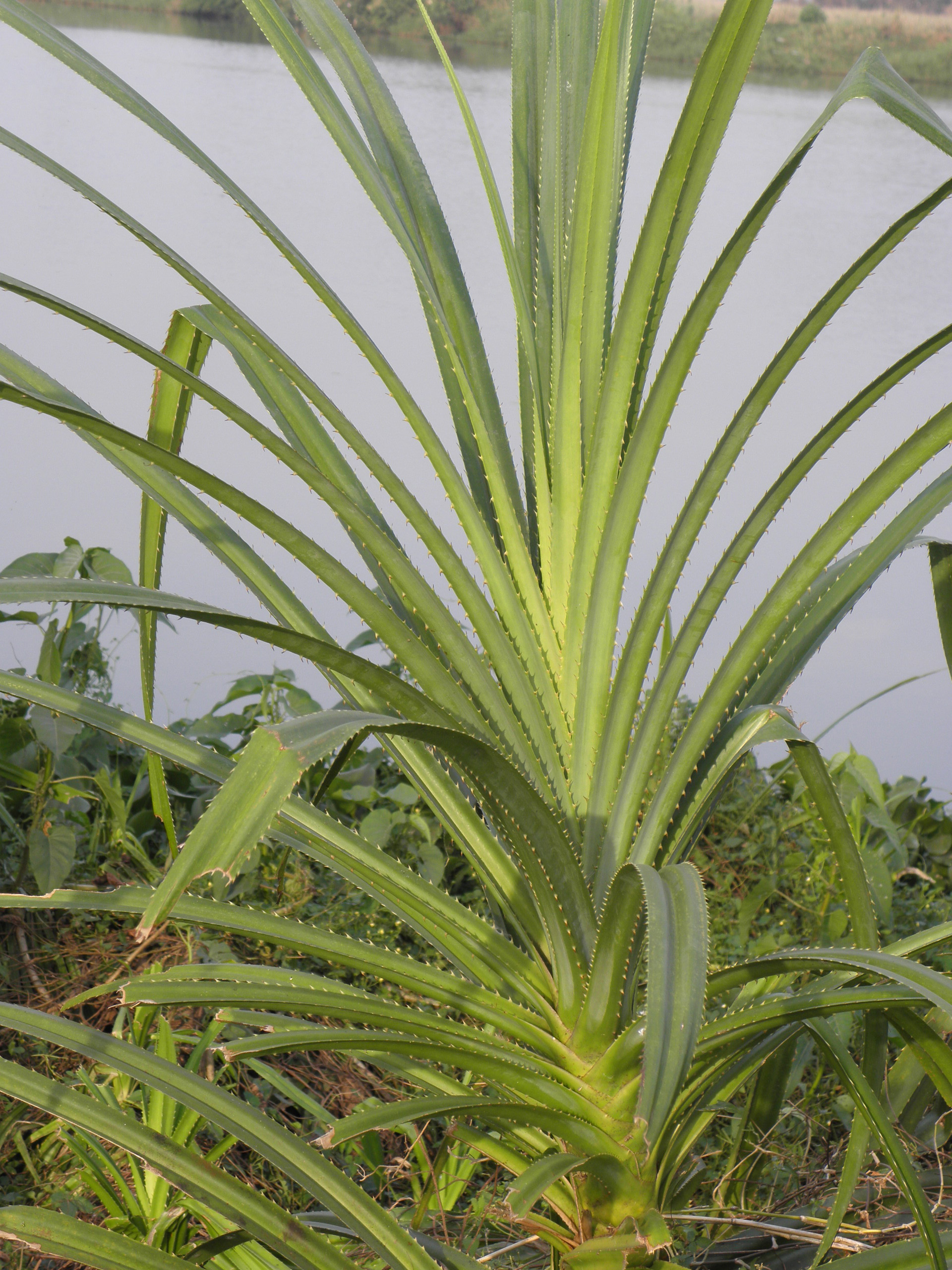